# إلفيرا كينتانا
إلفيرا كينتانا (بالإسبانية: Elvira Quintana)‏ (7 نوفمبر 1935، مونتايجو في إسبانيا - 8 أغسطس 1968، مدينة مكسيكو في المكسيك)؛ مغنية وشاعرة إسبانية-مكسيكية.

## روابط خارجية
- إلفيرا كينتانا على موقع IMDb (الإنجليزية)
- إلفيرا كينتانا على موقع ديسكوغز (الإنجليزية)
- إلفيرا كينتانا على موقع قاعدة بيانات الفيلم (الإنجليزية)
- إلفيرا كينتانا على موقع كينوبويسك (الروسية)